# Antocha (Orimargula) melina
Antocha (Orimargula) melina is een tweevleugelige uit de familie steltmuggen (Limoniidae). De soort komt voor in het Afrotropisch gebied.